# Ataque de Reading de 2020
El 20 de junio de 2020, poco antes de las 19:00 horas, un hombre con un cuchillo atacó a personas que socializaban en el parque Forbury Gardens, Reading, Berkshire, Reino Unido. Tres hombres murieron y otras tres personas resultaron gravemente heridas. Un refugiado libio de 25 años llamado Khairi Saadallah fue arrestado en las cercanías poco después. El 29 de junio de 2020, compareció por videochat en el Tribunal de Magistrados de Westminster acusado de tres cargos de asesinato y tres cargos de intento de asesinato. El 11 de noviembre se declaró culpable de todos los cargos.
El 11 de enero de 2021, fue condenado a cadena perpetua. El juez de sentencia dijo que se trataba de un ataque terrorista y que el propósito era promover una causa islámica extremista.

## Ataque
Poco antes de las 19:00 horas del 20 de junio de 2020, Saadallah, actuando por su cuenta y gritando lo que un testigo describió como "palabras ininteligibles", atacó a dos grupos de personas que socializaban. Sucedió en Forbury Gardens, un parque público en el centro de Reading, Berkshire, Inglaterra, a unas 40 millas (60 km) al oeste de Londres. Saadallah usó un cuchillo de cocina que un testigo estimó que tenía al menos cinco pulgadas (13 cm) de largo. Las víctimas sufrieron lesiones en los ojos, el cuello, la cabeza y la espalda. Un testigo dijo que el apuñalamiento fue "completamente aleatorio". A las 18:56 horas, oficiales de la Policía de Thames Valley fueron al parque, respondiendo a los informes de un apuñalamiento con múltiples víctimas.
Con un cuchillo en la mano, Saadallah fue perseguido, abordado e inmovilizado en el suelo en Friar Street por agentes de policía cinco minutos después de que se hiciera la primera llamada al 999. Saadallah fue arrestado, inicialmente bajo sospecha de asesinato, y luego vuelto a arrestar mientras estaba bajo custodia en virtud del artículo 41 de la Ley de terrorismo de 2000. Una protesta del Black Lives Matter había tenido lugar en el parque más temprano ese día, pero la policía dijo que el ataque no estaba asociado con la protesta.

## Perpetrador
El perpetrador fue Khairi Saadallah, de 25 años. Fue detenido cerca del parque poco después del ataque. Nació en Libia y proviene de una familia acomodada de clase media. En 2018 recibió permiso para permanecer en el Reino Unido después de solicitar asilo en 2012. Un miembro de la familia dijo que tenía estrés postraumático de la guerra civil y que había llegado al Reino Unido desde Libia en 2012 para escapar de la violencia allí, viviendo primero en Mánchester. Saadallah fue condenado seis veces por 15 delitos entre 2015 y 2019; se dijo que había fumado cannabis, y tenía visitas regulares de un profesional de la salud mental. Una fuente de seguridad dijo a Reuters que el sospechoso había llamado la atención de la agencia de seguridad nacional británica MI5 en 2019 por inteligencia de que aspiraba a viajar con fines extremistas, y que había sido investigado por preocupaciones yihadistas. Había sido liberado de la cárcel 17 días antes del ataque, habiendo sido condenado por agresión y en posesión de un artículo afilado. The Guardian informó que las fuentes dijeron que las agencias de inteligencia creían que Saadallah tenía problemas de salud mental. Sky News también informó que vivía en un piso en Reading.

## Contexto
El ataque resultó en tres muertos en el lugar, así como tres heridos de gravedad con heridas de arma blanca en la cabeza, cara, mano y espalda. La ambulancia aérea de Thames Valley, la ambulancia aérea de Hampshire y la isla de Wight y la ambulancia aérea de Londres se desplegaron en el lugar, y el Servicio de Ambulancia de South Central desplegó su equipo de respuesta en áreas peligrosas. De las personas heridas, dos fueron ingresadas en el departamento de emergencias del Royal Berkshire Hospital, en Reading. Otra persona herida fue llevada al Hospital John Radcliffe en Oxford, pero fue dada de alta sin ser admitida. Uno de los heridos era amigo de las tres víctimas mortales.
Los tres hombres que murieron eran amigos y los exámenes post mortem mostraron que cada uno murió de una sola puñalada; dos fueron apuñalados en el cuello y uno en la espalda. Eran un maestro de 36 años en The Holt School, en Wokingham en Berkshire; un ciudadano estadounidense de 39 años que trabajaba para una empresa farmacéutica y llevaba viviendo en Gran Bretaña quince años; y un científico senior de 49 años de la empresa química Johnson Matthey.